# جو جونز (عازف جاز)
جو جونز (بالإنجليزية: Jo Jones)‏ (و. 1911 – 1985 م) هو عازف جاز، وموسيقي أمريكي، ولد في شيكاغو، يستخدم آلات طقم طبول، توفي في نيويورك، عن عمر يناهز 74 عاماً، بسبب ذات الرئة.

## وصلات خارجية
- جو جونز على موقع IMDb (الإنجليزية)
- جو جونز على موقع الموسوعة البريطانية (الإنجليزية)
- جو جونز على موقع ميوزك برينز (الإنجليزية)
- جو جونز على موقع أول ميوزيك (الإنجليزية)
- جو جونز على موقع ديسكوغز (الإنجليزية)
- جو جونز على موقع قاعدة بيانات الفيلم (الإنجليزية)

- جو جونز في قاعدة بيانات الأفلام على الإنترنت